# Castianeira guapa
Castianeira guapa là một loài nhện trong họ Corinnidae.
Loài này thuộc chi Castianeira. Castianeira guapa được miêu tả năm 1969 bởi Reiskind.